# NGC 393
NGC 393 је елиптична галаксија у сазвежђу Андромеда која се налази на NGC листи објеката дубоког неба.
Деклинација објекта је + 39° 38' 38" а ректасцензија 1h 8m 36,9s. Привидна величина (магнитуда) објекта NGC 393 износи 12,4 а фотографска магнитуда 13,4. NGC 393 је још познат и под ознакама UGC 707, MCG 6-3-15, CGCG 520-18, 5ZW 52, PGC 4061.